# Volksrepublik Polen
Die Volksrepublik Polen (polnisch Polska Rzeczpospolita Ludowa, wörtlich Polnische Volksrepublik), kurz VR Polen, war ein sozialistischer Staat in Mitteleuropa, der von 1944 bis 1989 existierte.
Die Volksrepublik wurde im Zweiten Weltkrieg aufgrund der völkerrechtlich gültigen Ergebnisse der Teheran-Konferenz 1943 (Festlegung der sowjetisch-polnischen Ostgrenze auf die Curzon-Linie) und der Konferenz von Jalta im Februar 1945 (Westverschiebung Polens) als kommunistischer Staat unter der Einparteiendiktatur der Polnischen Vereinigten Arbeiterpartei gegründet. Sie umfasste dabei das westlich der Curzon-Linie liegende Gebiet der Zweiten Republik Polen und östlich der Oder-Neiße-Grenze liegende ehemals deutsche Ostgebiete. Mit den Präsidentschaftswahlen 1990 und den ersten vollständig freien Parlamentswahlen 1991 entstand aus der Volksrepublik Polen unter maßgeblicher Beteiligung der „Solidarność“ die (Dritte) Republik Polen.
Der Zeitraum der Volksrepublik war durch die Abhängigkeit von der Siegermacht Sowjetunion (Satellitenstaat), Einschränkung der Menschen- und Bürgerrechte, wirtschaftspolitische Probleme, tiefe Unzufriedenheit der Bevölkerung und wiederkehrende soziale Unruhen geprägt, obwohl es Verbesserungen des Lebensstandards gab und die Kollektivierung der Landwirtschaft nach 1956 nicht mehr forciert wurde.

## Entstehung Volkspolens und Stalinismus

### Lubliner Komitee und Westverschiebung

Manifest des „Polnischen Komitees der nationalen Befreiung“, die „Geburtsurkunde“ der Volksrepublik Polen

„Westverschiebung Polens“ 1945, Annexion der Gebiete östlich der Curzon-Linie durch die Sowjetunion und Zuordnung der deutschen Ostgebiete und der Freien Stadt Danzig an Polen

Im Juli 1944 war in Moskau das kommunistische „Polnische Komitee der nationalen Befreiung“ (Polski Komitet Wyzwolenia Narodowego, PKWN) ins Leben gerufen worden, das die Macht ergreifen sollte, sobald die Rote Armee die Curzon-Linie überschreiten würde. Dies geschah in Lublin am 22. Juli 1944 (daher auch der Name Lubliner Komitee). An der Spitze der neuen Führungsmannschaft stand der offiziell parteilose Altkommunist Bolesław Bierut.
Eine gesellschaftlich akzeptierte kommunistische Bewegung hatte es im Polen der Zwischenkriegszeit – anders als in der benachbarten Tschechoslowakei – nie gegeben. Die Führung der alten Kommunistischen Partei Polens war weitgehend den Stalinschen Säuberungen der 1930er Jahre zum Opfer gefallen.
Die auf Druck der Alliierten stattgefundenen Verhandlungen zwischen „Londoner“ und „Lubliner“ Regierung führten zu keinem Ergebnis. Der Ministerpräsident im Exil, Stanisław Mikołajczyk, musste auf Druck seiner Umgebung zurücktreten, weil er als zu kompromissbereit erschien. Unter den Alliierten war bereits Ende 1943 auf der Teheran-Konferenz die Entscheidung über Polens zukünftige Grenzen gefallen. Sie führte zur Westverschiebung Polens, wobei die Curzon-Linie mit kleinen Veränderungen zur Ostgrenze wurde, und die Flüsse Oder und Neiße vorbehaltlich einer Friedensregelung die neue Westgrenze bilden sollten. Entscheidend für die internationale Anerkennung der Ostgrenze war die Konferenz von Jalta Anfang Februar 1945. 
De facto wurde die Westgrenze in den folgenden Monaten ebenfalls festgeschrieben. Die Potsdamer Konferenz wiederholte Anfang August 1945 zwar die Notwendigkeit einer Friedensregelung für die Westgrenze, übergab die zuvor deutschen Gebiete aber zugleich bis Oder und Neiße einer polnischen Verwaltung. Diese Regionen waren damals noch unter der Kontrolle der Roten Armee, die die Demontage von Industrie und Infrastruktur sowie den Abtransport von Lebensmitteln und die Deportation vieler Deutscher und auch vieler Polen umsetzte. Im Herbst 1945 übergab das Stalin-Regime die ehemals deutschen Gebiete an die polnische Verwaltung.
Am 1. Januar 1945 proklamierte sich das Lubliner Komitee zur provisorischen Regierung und zog noch im gleichen Monat in die Ruinen der befreiten Hauptstadt Warschau um. Die Rote Armee hielt ab dem im Frühjahr 1945 ganz Polen besetzt. Sie verschleppte die 16 wichtigsten Anführer des Polnischen Untergrundstaates nach Moskau. Das Stalin-Regime ließ sie dort zu langjährigen Haftstrafen verurteilten und einige von ihnen ermorden.
Damit war der Widerstand gegen die neue Besatzung und die „Sowjetisierung“ der polnischen Gesellschaft gebrochen. 
Formal berief sich die neue Regierung auf die Verfassung von 1921. Als parlamentsähnliches Gremium diente die ebenfalls kommunistisch dominierte Krajowa Rada Narodowa, dessen bestimmendem Präsidium ebenfalls Bierut vorsaß.

### Bewaffneter Widerstand und Konsolidierung des kommunistischen Regimes
Bereits Ende 1944 bildete sich allerdings eine bewaffnete Widerstandsbewegung aus Teilen der Heimatarmee (Armii Krajowej (AK); siehe auch Verstoßene Soldaten). Zunächst wehrte sie sich gegen die Auflösung ihrer Einheiten und den erzwungenen Eintritt in die Polnische Volksarmee. Zunehmend rückte der Widerstand gegen die Schaffung eines kommunistischen Staates in den Mittelpunkt der Partisanenaktionen. Vor allem in den Wäldern Ostpolens stellte die Widerstandsbewegung anfangs eine ernstzunehmende Streitmacht. Die antisowjetische Grundstimmung war unter anderem auf die Erfahrungen mit dem stalinistischen Terror während der sowjetischen Besetzung Ostpolens zurückzuführen. Die Reste der AK wurden bis Mai 1945 weitgehend zerschlagen. Ab diesem Zeitraum waren die nationalistischen Partisanen der Narodowe Siły Zbrojne (NSZ) die wichtigste bewaffnete Untergrundgruppe. Sowohl die AK als auch die NSZ gingen gegen Truppen und andere Vertreter der Sowjetunion, der polnischen Kommunisten und der Volksrepublik vor. Aber auch vermeintliche Verräter in den eigenen Reihen und unbeteiligte polnische Zivilisten wurden getötet. Im Frühjahr 1945 gewannen Partisaneneinheiten für kurze Zeit die Hoheit über Teile der Woiwodschaften Białystok und Lublin, wurden aber schnell von sowjetischen und volkspolnischen Kämpfern zurückgeschlagen. Bis zum Herbst 1945 erfolgten darüber hinaus mehrere Gefangenenbefreiungen.
In den Jahren nach Kriegsende umfassten die Partisanen schätzungsweise bis zu 100.000 Mitglieder. Ihre Aktionen blieben aber weitgehend ergebnislos und nahmen ab dem Ende der 1940er Jahre schnell ab, da Rote Armee, NKWD und die sich bildenden Organe des polnischen Staates massiv gegen sie vorgingen. Die größte Aktion gegen die Partisanen fand Ende 1945 bei Augustów statt. Etwa 500–600 von den 7000 damals festgenommenen Personen wurden ermordet. Im Jahre 1963 wurde der letzte Partisanen-Anführer getötet.
Der im Juni 1945 gebildeten „Regierung der nationalen Einheit“ gehörten außer Stanisław Mikołajczyk fast nur Vertreter der Kommunisten an. Am 5. und 6. Juli 1945 erkannten Großbritannien und die USA diese Regierung an und entzogen der Exilregierung in London die Anerkennung. Die meisten Staaten weltweit schlossen sich diesem Schritt an. Damit war auch dem polnischen Untergrundstaat die Grundlage entzogen. In der Zeit bis 1947 gelang es den Kommunisten, ihre Macht zu festigen. Ohne Unterstützung der Roten Armee wäre dies nicht möglich gewesen. Da sich die Kommunisten auf die eigene Armee nur bedingt verlassen konnten, übernahmen neue Organisationen wie das Korps der Inneren Sicherheit (siehe Ministerstwo Bezpieczeństwa Publicznego) – eine Art kasernierter Polizeitruppe – oder die „Bürgermiliz“ die Bekämpfung des antikommunistischen Untergrunds sowie des „verbliebenen Deutschtums“ in den neugewonnenen Westgebieten.
Die Ausschaltung der politischen Opposition und die Machtübernahme durch die Kommunisten wurde gegen die Mehrheit der polnischen Bevölkerung – mit Terror, Verhaftungswellen, Schauprozessen, politischer Einschüchterung und mit massiven Fälschungen der Wahlergebnisse – dabei mit tätiger sowjetischer Hilfe durchgesetzt.

### „Ethnische Homogenisierung“

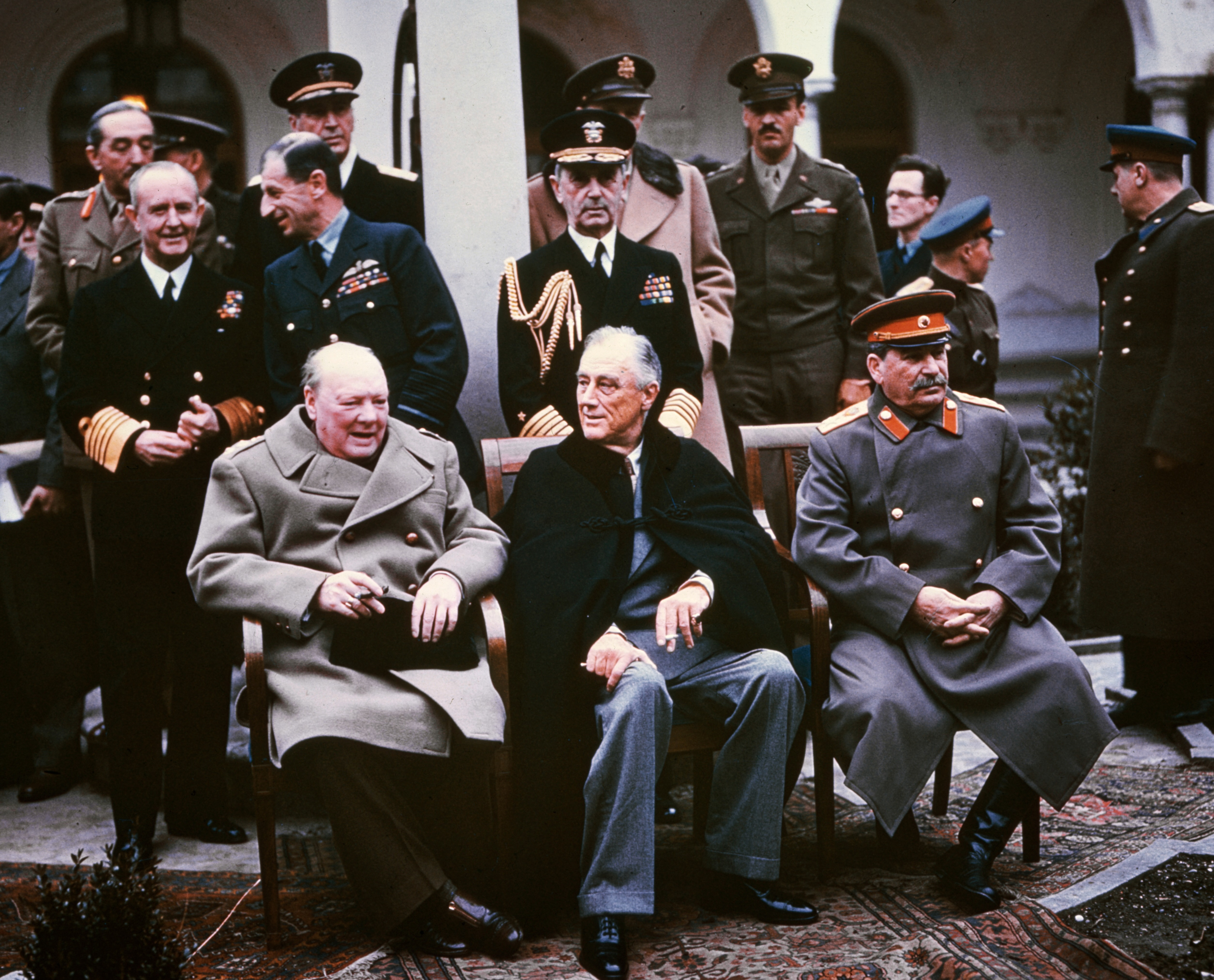
Winston Churchill, Franklin D. Roosevelt und Josef Stalin während der Konferenz von Jalta

„Westverschiebung“ Polens (Vergleich Vor- und Nachkriegsgrenzen)

Bis zu ihrer Flucht und Vertreibung bei Kriegsende hatten in den deutschen Ostgebieten etwa 9,5 Millionen sowie im Freistaat Danzig und im Vorkriegspolen weitere 1,3 Millionen Deutsche gelebt. Rund 4,4 Millionen davon waren zum Zeitpunkt der Kapitulation am 8. Mai 1945 vor Ort verblieben oder auf der Flucht von der Roten Armee überrollt worden. Noch vor der Potsdamer Konferenz hatte die Polnische Volksarmee durch „wilde Vertreibungen“ deren Zahl um 500.000 vermindert. Damit wollte Polen der endgültigen Grenzziehung vorgreifen und ein Fait accompli schaffen.
Auf der Potsdamer Konferenz im Juli/August 1945 vereinbarten die Vertreter der Siegermächte der Anti-Hitler-Koalition – der Regierungschef der Sowjetunion Josef Stalin, der Präsident der USA Harry S. Truman und die Premierminister Großbritanniens Winston Churchill und Clement Attlee – die „Überführung der deutschen Bevölkerung“ aus Polen nach Deutschland. Dies betraf von Oktober 1945 bis 1949 3,5 Millionen „Ausgesiedelte“ und 250.000 Flüchtlinge.
Die deutschen Ostgebiete sollten bis zur endgültigen Entscheidung durch eine Friedenskonferenz (die dann ausblieb und an deren Stelle schließlich der Zwei-plus-Vier-Vertrag im Jahre 1990 trat) unter polnische Verwaltung gestellt werden.
Aus den östlichen und südöstlichen Teilen Polens wurden in den Jahren 1944 bis 1946 etwa 500.000 Ukrainer in die Ukraine umgesiedelt, parallel dazu mussten etwa 1,8 Millionen Polen ihre Heimat im Osten verlassen. Zwischen 1945 und 1947 wurden im Zuge der Zwangsumsiedlung von Polen aus den ehemaligen polnischen Ostgebieten 1944–1946 etwa eine Million Polen aus der Ukraine, 300.000 aus Weißrussland und 200.000 aus Litauen nach Polen „repatriiert“. Der Großteil von ihnen wurde in den ehemals deutschen Gebieten angesiedelt, die als „wiedergewonnene Gebiete“ (polnisch Ziemie Odzyskane) bezeichnet wurden. Dorthin strömten darüber hinaus etwa drei Millionen Neusiedler aus Zentralpolen und aus dem Westen zurückkehrende Polen. Außerdem wurden dorthin 1947 weitere etwa 150.000 Ukrainer aus dem Südosten Polens, die sich bisher der Ausweisung in die Sowjetunion widersetzt hatten, im Rahmen der „Aktion Weichsel“ mit dem Ziel der Assimilierung in die polnische Bevölkerung deportiert.
Sowohl durch diese ethnischen Säuberungen als auch infolge des Holocaust an der jüdischen Bevölkerung während des Krieges wurde Polen erstmals in seiner gesamten Geschichte zu einem ethnisch homogenen Staat. Im Mai 1945 hatte Władysław Gomułka, der Generalsekretär der Polnischen Vereinigten Arbeiterpartei erklärt: „Staaten werden auf nationaler Grundlage errichtet, nicht auf multinationaler“.

### Aufbau staatlicher und gesellschaftlicher Strukturen
Neben den gewaltsamen Operationen zur Durchsetzung der kommunistischen Herrschaft und zur geografischen Neuformung Polens erfolgten von 1944 an auch Weichenstellungen für Politik und Gesellschaft des Nachkriegsstaats. So legten zwei Dekrete im Sommer und Herbst 1944 die Maximalgrößen für landwirtschaftliche Betriebe regional unterschiedlich auf 50 beziehungsweise 100 Hektar fest und die Mindestgröße auf fünf Hektar. Für die Aufstockung kleinerer Bauernhöfe stand jedoch nicht ausreichend Land zur Verfügung. Daraufhin setzte Ende September 1944 eine Welle von Enteignungen ein, in der die PPR zum Teil militärische Unterstützung einsetzte. Es kam zu Verhaftungen von Gutsbesitzern, vereinzelt auch zu Deportationen in die Sowjetunion. Dadurch wurden bis Ende 1944 rund 1700 landwirtschaftliche Güter und gut 200.000 ha Land für eine Neuverteilung verfügbar. Rund 110.000 Familien erhielten dadurch erstmals überhaupt Landbesitz, was nicht zuletzt die Basis der PPR verbreiterte. Die Verstaatlichung von Industriebetrieben betraf zuerst deutsches Eigentum und die Unternehmen von emigrierten Polen sowie Betriebe, deren Besitzverhältnisse sich nicht mehr ermitteln ließen. In vielen Fällen hatten vormalige Eigentümer, sofern noch vorhanden, auch kaum noch Interesse an den stark zerstörten Betrieben. Der neue polnische Staat setzte das System der landwirtschaftlichen Pflichtabgaben aus der Besatzungszeit fort, reduzierte den Umfang aber um die Hälfte. Für die abgelieferten Güter erhielten die Bauern aber einen verringerten Marktpreis und verbilligte Bezugsrechte für Industriegüter. Dieses System hielt die Lebensmittelpreise niedrig und ermöglichte es dem Staat, die Stadtbevölkerung über ein System auf der Basis von Lebensmittelmarken zu versorgen. Das Abgabensystem wurde vor dem Referendum von 1946 vorübergehend aufgehoben, 1947 aber wieder eingeführt. Einen wesentlichen Beitrag zur Nahrungsmittelversorgung leistete bis 1946 auch die Nothilfe- und Wiederaufbauverwaltung der Vereinten Nationen. Aufgrund erheblicher Produktionszuwächse der einheimischen Landwirtschaft wurde die Bevölkerung ab etwa 1947 wieder ausreichend mit Lebensmitteln versorgt.
1945 befand sich daher die Mehrheit der industriellen Kapazität in Staatseigentum. Da viele Betriebe mehr oder weniger stark beschädigt waren, erfolgte unter der Leitung des Wirtschaftsministeriums die Zusammenlegung von Anlagen und Maschinen in den weniger beschädigten Betriebsstätten. Die kommunistische Regierung stellte für die Jahre 1947 bis 1949 einen Dreijahresplan und nachfolgend Vierjahrespläne auf und übte durch die Festlegung von Preisen, die zentrale Steuerung der Rohstoffzuteilung und der Kreditvergabe eine enge Kontrolle auch über die private Wirtschaft aus. Im November 1945 wurde mit dem Zentralamt für Planung (CUP) eine zentrale Stelle zur Steuerung der Wirtschaft eingerichtet. Im Januar 1946 wurde ein weitergreifendes Verstaatlichungsgesetz verabschiedet. Die Verstaatlichung betraf damit alle Betriebe mit mehr als 50 Mitarbeitern, in 17 einzeln benannten Branchen auch sämtliche kleineren Betriebe. Die eigentlich vorgesehenen Entschädigungen blieben weitgehend aus und wurden Jahre später lediglich für ausländische Enteignete geleistet. Im April 1946 wurden die meisten privaten Banken aufgelöst. Verschiedene staatliche Banken übernahmen deren Funktionen, wodurch der Staat die Finanzwirtschaft nahezu komplett organisierte. Bis 1946 schritt der Wiederaufbau des Eisenbahnnetzes und der Häfen weit voran. Die Steinkohleproduktion erreicht in dem Jahr das Vorkriegsniveau. Für die Spanne des Dreijahresplans stand der Wiederaufbau der Kohle- und Hüttenindustrie sowie der Energieproduktion im Mittelpunkt. Zugleich enthielt die Sowjetunion Polen nicht nur deutsche Reparationsleistungen vor, die die Potsdamer Konferenz beschlossen hatte, sondern beanspruchte Kohlelieferungen als Gegenleistung für die Polen zugesprochenen deutschen Gebiete. 1947 waren 70 Prozent der Industriearbeiter in staatlichen Betrieben beschäftigt, die 87 Prozent der Industrieproduktion herstellten. Lediglich Groß- und Einzelhandel sowie Bauwirtschaft waren mehrheitlich privatwirtschaftlich geprägt.
Von September 1944 an begannen die PPR und die sowjetische Verwaltung, weitere Parteien zu etablieren, die unter ihrer strikten Kontrolle standen, unter anderem durch geheime PPR-Mitglieder in den Führungsgremien. Diese Parteien standen meist in Konkurrenz zu den im Exil und Untergrund weiterhin bestehenden Vorkriegsparteien gleichen oder ähnlichen Namens. Solche Gründungen betrafen die Polnische Sozialistische Partei und die Bauernpartei. Ziel waren die Integration von Altmitgliedern der Parteien in das neue politische System und der Anschein eines pluralistischen Staats. Neu gegründet wurde 1944 das Demokratische Bündnis (SD), dessen Mitgliederzahl gering blieb, aber das linksliberale Spektrum abdeckte. Aus sowjetischer Sicht dienten diese Parteien dazu, Pluralismus zu simulieren, den die Westalliierten verlangten und zu dem sich auch die sowjetische Seite in der Konferenz von Jalta verpflichtete.
Die polnische Armee ging aus den Einheiten hervor, die unter der Roten Armee gekämpft hatten. Auch nach dem formalen Übergang der militärischen Souveränität an die Volksrepublik blieben zahlreiche sowjetische Offiziere in der Armee. Im Jahr 1946 umfasste dieser Kader rund 4500 sowjetische Offiziere. Zudem blieben rund 100.000 Rotarmisten im ehemals deutschen Westen des Landes und eine Division des NKWD im Land stationiert.
Kontrolle über die Medien übte die PPR durch die Einrichtung einer Zensur, die Erteilung von Konzessionen, die Verstaatlichung aller Druckereien und die Zuteilung von Papierkontingenten an einzelne Zeitungstitel aus. Unter diesen Bedingungen erschienen zunächst noch oppositionelle Publikationen, die kommunistischen Organe wurden aber bevorzugt.
Zur ersten großen innenpolitischen Auseinandersetzung kam es vor dem Referendum vom 30. Juni 1946, in dem es um die Abschaffung des Senats, die Verstaatlichung von Schlüsselindustrien und die Oder-Neiße-Grenze ging. Die Bauernpartei PSL schloss sich den kommunistischen Vorstellungen zu Grenze und Verstaatlichung an, warb aber für eine Beibehaltung des Senats. In der folgenden Propagandakampagne behinderten die kommunistisch dominierten staatlichen Strukturen die Aktivisten der PSL. Anfang Mai 1946 wurden Studentenkundgebungen für die PSL in mehreren Städten gewaltsam niedergeschlagen. Schließlich ließen die Machthaber das Referendum fälschen, was erst in den 1990er Jahren nachgewiesen werden konnte.
Bereits während der Auseinandersetzungen um das Referendum begann die ebenfalls konfliktbelastete Vorbereitung der Wahlen, die für den 19. Januar 1947 angesetzt waren. Die PPR versuchte alle zugelassenen Parteien für einen Wahlblock zu gewinnen, den die Bevölkerung nur noch insgesamt hätte befürworten oder ablehnen sollen. Die PSL widersetzte sich als einzige relevante Partei diesem Vorgehen. Zu einer erheblichen öffentlichen Mobilisierung kam es nach dem 6. September 1946, als der US-Außenminister James F. Byrnes in einer Rede in Stuttgart die Oder-Neiße-Linie als Westgrenze Polens infrage stellte. In diesem Rahmen stellten die Kommunisten die PSL als Unterstützer westlicher Pläne für eine Rückgabe der Westgebiete an Deutschland dar. Öffentlicher Protest der PSL wurde durch die Kontrolle der Medien weitgehend unterdrückt. Am 28. November 1946 legten die PPR und die sozialistische Partei PPS nach Gesprächen mit Stalin ein gemeinsames Vorgehen bei der Wahl fest. Repressionen und Verhaftungen von PSL-Aktivisten und Vertretern ihnen nahestehender Verbände folgten. Zudem wurde rund 500.000 vermeintlichen PSL-Sympathisanten wegen angeblicher Kooperation mit den deutschen Besatzern das Wahlrecht aberkannt. Vertrauensleute und Wahlbeobachter der Bauernpartei wurden mehrheitlich nicht zugelassen. Zudem warb der Sicherheitsdienst in großem Umfang Informanten im gesamten Land an. Aus dem Wahlgang ging schließlich ein Ergebnis von rund 80 Prozent für den kommunistischen Wahlblock und rund 10 Prozent für die PSL hervor.
Nachdem 1946 die bewaffneten Untergrundkräfte weitgehend zerschlagen worden waren und die PSL in der Wahl ausgeschaltet worden war, verkündete die kommunistische Regierung im Frühjahr 1947 eine umfassende Amnestie. 5800 politische Häftlinge wurden freigelassen, in 1600 Fällen eine Strafmilderung ausgesprochen. Zudem nutzten zahlreiche im Untergrund verbliebene Kämpfer die Amnestie. Von fast 60.000 Personen ist in den Unterlagen des Sicherheitsdienstes die Rede. Vor allem Anführer verblieben im Untergrund oder flohen in den Westen. Ende 1947 wurde der letzte größere bewaffnete Verband des Untergrunds zerschlagen. Kleinere bewaffnete Gruppen wurden bis Anfang der 1950er Jahre gestellt und verurteilt. Propagandatätigkeiten setzten sich vereinzelt bis 1955 fort.

### Stalinismus und die Ära Bierut (1948–1956)

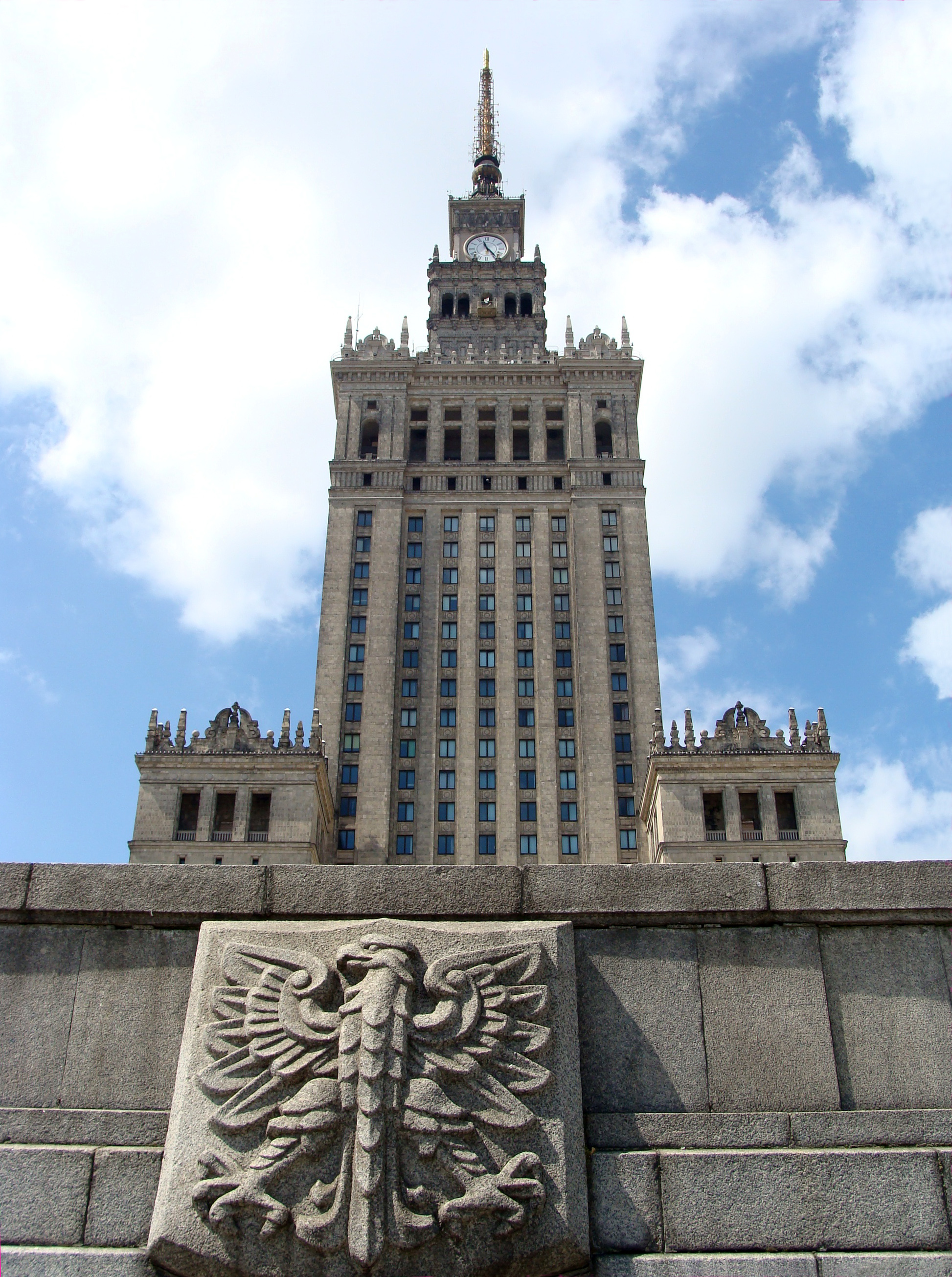
Das Wappen der Volksrepublik Polen und der Kulturpalast, Symbol des sowjetischen Einflusses in Polen

Nach der Wahl Anfang 1947 wurde ein pro forma demokratisches System etabliert, in dem die PPR nur 25,6 Prozent der Parlamentsmandate innehatte. Offene oder geheime Angehörige der PPR besetzten jedoch viele wichtige Entscheidungspositionen, auch auf regionaler und kommunaler Ebene sowie in den übrigen Parteien. Einzig die Bauernpartei PSL übte mit ihren 6,5 Prozent der Parlamentssitze eine echte Opposition aus und wurde dafür von der PPR scharf angegriffen. Dies führte bis 1947 zu einem weitgehenden Zerfall der PSL.
Während unter den polnischen Kommunisten zunächst die Überzeugung vorherrschte, auf die völlige Übernahme des sowjetischen Systems verzichten zu können, wuchs nach 1947 Stalins Druck. Seiner Meinung nach wurden die notwendigen „revolutionären Schritte“ zu zögerlich durchgeführt. Er verlangte vor allem einen forcierten Aufbau einer Schwerindustrie, die Übernahme des zentralen Planungssystems und eine rasche Kollektivierung der Landwirtschaft. Damit befand er sich im Widerspruch mit den eher nationalen Kräften in der polnischen Parteiführung unter ihrem Generalsekretär Władysław Gomułka, der eher Sympathien für das jugoslawische Modell Titos erkennen ließ. Bierut war der bedeutendste Fürsprecher für Stalins Forderungen.
Bald nach der Vereinigung von Kommunistischer und Sozialistischer Partei zur Polnischen Vereinigten Arbeiterpartei (PZPR oder deutsch PVAP) im Dezember 1948 setzten sich aber die Vertreter der stalinistischen Linie durch. Mit Hilfe des mächtigen Sicherheitsapparates (Ministerstwo Bezpieczeństwa Publicznego) schaltete Bolesław Bierut seinen Rivalen Gomułka vorläufig aus und ließ ihn später internieren. In Partei und Gesellschaft wurden Säuberungen und Umstrukturierungen durchgeführt. Im kulturellen Bereich begann die vorübergehende Herrschaft des Sozialistischen Realismus. Diese Phase endete mit dem Tod Stalins (er starb am 5. März 1953). Anders als in anderen Ländern unter sowjetischer Herrschaft waren zuvor keine Schauprozesse gegen in Ungnade gefallene kommunistische Politiker durchgeführt worden. Es folgten Lockerungen im kulturellen Bereich, die schlimmsten Exzesse des Staatssicherheitsdienstes wurden beendet.
Nach der Gründung der PZPR etablierten sich, wie in den kommunistischen Parteien der übrigen Ostblockländer, die Parteigremien als eigentliche Entscheidungsstrukturen – für den gesamten Staat das Zentralkomitee, auf regionaler Ebene die Woiwodschaftskomitees. Das polnische Parlament wurde kaum noch tätig. Von 1948 bis 1958 erließ es lediglich elf Gesetze und tagte nur selten. Die Dekrete des Staatsrats wurden zur wichtigsten Rechtsquelle. Die 30 Ministerien, darunter 20 für verschiedene Branchen zuständige Wirtschaftsministerien, fungierten eher als Behörden und nicht als politische Organe. Klassische politische Aufgaben einer Regierung nahm von Mitte 1950 an ein Regierungspräsidium wahr, bestehend aus dem Premierminister, acht seiner Stellvertreter und einem Unterstaatssekretär. Die Justiz wurde eng durch Aufsichtsbehörden überwacht, die Richter ernennen und versetzen konnten. Für das Oberste Gericht übte der Staatsrat diese Funktion aus, dem auch die Kontrollbehörde für die Staatsanwaltschaften untergeordnet war.
Im Juli 1948 erfolgte der Zusammenschluss der Jugendverbände aller Parteien zum Verband der polnischen Jugend (ZMP). Dieser wurde von der PZPR kontrolliert und nach dem Muster des Komsomol organisiert. Kurz nach der Gründung hatte er rund 500.000 Mitglieder, 1950 rund zwei Millionen. Als Organisation für Kinder unter 15 Jahren wurde die Pfadfinderorganisation des Verbandes der Polnischen Jugend etabliert, die der sowjetischen Pionierorganisation Wladimir Iljitsch Lenin entsprach.
In der Außenpolitik wurden die nationalistischen Angriffe auf Deutschland durch die Theorien des dialektischen Materialismus ersetzt, so dass nunmehr die USA und Großbritannien sowie die Bundesrepublik Deutschland und der Vatikan zu Hauptgegnern wurden, während man eine Annäherung zur Deutschen Demokratischen Republik suchte, die nach einigem Zögern auf Moskauer Druck im Görlitzer Vertrag vom 6. Juli 1950 schon früh die Oder-Neiße-Grenze als Ostgrenze anerkannte.
Auf dem Feld der Wirtschaftspolitik wurde in den späten 1940er Jahren die Bodenreform fortgesetzt. Bis 1949 waren rund sechs Millionen Hektar Land, darunter 4,4 Millionen Hektar aus deutschem Besitz, an polnische Bauern verteilt. Rund 800.000 neue Höfe entstanden. Selbst 1949 war mehr als die Hälfte der Bauernhöfe kleiner als die fünf Hektar, die als wirtschaftlich sinnvolle Mindestgröße angesehen wurden. Vor allem die südlichen Landesteile waren von Kleinstbetrieben geprägt. Darüber hinaus wurden staatliche Landwirtschaftsbetriebe etabliert, die 1947 rund 1,5 Millionen Hektar Land bearbeiteten. Auch 85 Prozent der Waldfläche war in staatlichem Besitz. Die Industrieproduktion erreichte 1950 in etwa wieder das Niveau von 1938. 1947 startete die PPR mehrere Kampagnen gegen die verbleibende Privatwirtschaft, insbesondere gegen kleine Handwerks- und Industriebetriebe sowie die zum Teil noch größeren Handelsunternehmen. Sie wurden jeweils durch die Agitation von Parteimitgliedern eingeleitet und durch die Rechtsverordnungen fortgesetzt. Darunter waren konkrete Regelungen für die staatliche Preisfestsetzung, hohe Zahlungen für widerrufbare Konzessionen, die für eine privatwirtschaftliche Tätigkeit nötig waren, und hohe Steuernachzahlungen. Zudem wurden in Städten staatlich kontrollierte Kaufhäuser eröffnet. Als Folge dieser Kampagne sank der Anteil der Privatbetriebe im Handel von 83 Prozent im Jahr 1947 auf 61 Prozent. Der Anteil der Beschäftigten im privaten Handel sank von 55 auf 25 Prozent. Zudem wurden von 1945 bis 1948 rund 10.000 Personen wegen des Vorwurfs des Schwarzhandels oder der Verstöße gegen die Preisfestsetzung zu Lagerhaft verurteilt.
1948 wurde die Wirtschaftsplanung stärker an die Praxis der Sowjetunion angelehnt und stärker auf die Schwerindustrie ausgerichtet. Zudem wurden Genossenschaften zu größeren, staatlich kontrollierten Branchengenossenschaften vereint. Diese Maßnahmen richteten sich gegen die sozialdemokratischen wirtschaftlichen Vorstellungen der PPS. 1949 erfolgte nach sowjetischem Vorbild der Zusammenschluss aller Gewerkschaften zum Zentralrat der Gewerkschaften (CRZZ) unter der Kontrolle der PZPR. Kurz darauf erfolgte die Angleichung der Einzelgewerkschaften an die staatlichen Strukturen der Wirtschaftssteuerung. Die klassischen Mittel des Arbeitskampfs wurden untersagt und die Gewerkschaften zur Propaganda gegenüber der Arbeiterschaft genutzt. Wie in anderen sozialistischen Staaten sollten die CRZZ-Gewerkschaften alle Berufstätigen umfassen und ihnen umfassende soziale und Freizeitangebote machen. 1954 umfasste der CRZZ rund 5,4 Millionen Menschen.
Als Abschluss der Ausrichtung des Landes nach dem Vorbild der stalinistischen Sowjetunion gilt die Verabschiedung eines Grundgesetzes am 22. Juni 1952, die die Ausrichtung der Staats- und Gesellschaftsordnung auf die Arbeiterklasse betonte. Dabei wurde Volksrepublik Polen als Name des Staates festgeschrieben. Ähnlich wie bereits 1949 in der DDR wurde eine Nationale Front gebildet, die sämtliche Massenorganisationen des Landes umfasste und vor allem die Wahllisten für die Parlamentswahlen zusammenstellte, dies jedoch auf inoffizielle Weisung des Zentralkomitees der PZPR. Erstmals wurde dieses System mit einer Einheitsliste bei der Parlamentswahl im Oktober 1952 eingesetzt.

## Polnischer Oktober 1956 und die Ära Gomułka

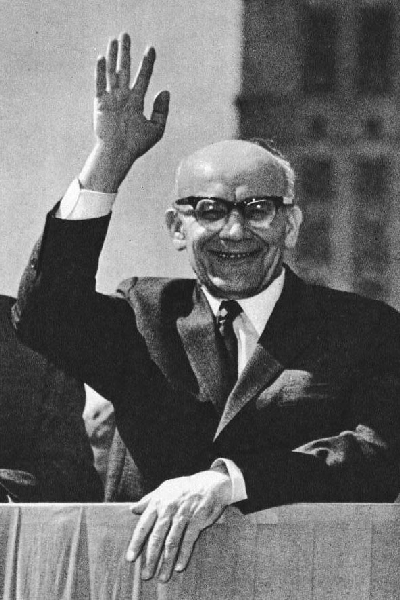
Władysław Gomułka, Generalsekretär der PVAP

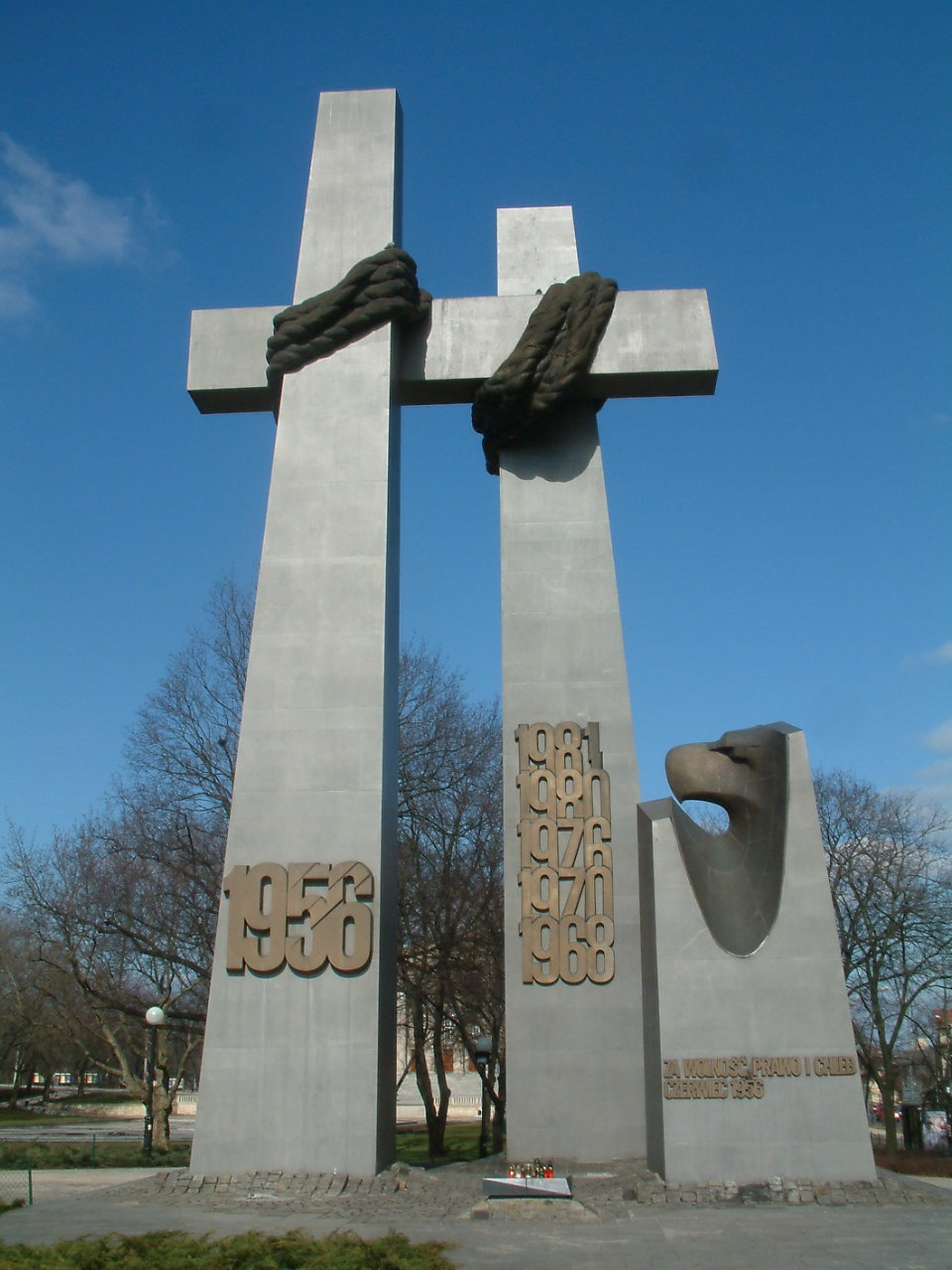
Denkmal (1981) für die Opfer des Posener Aufstandes

Am 25. Februar 1956 rechnete KPdSU-Chef Nikita Chruschtschow mit einer Geheimrede Über den Personenkult und seine Folgen während des XX. Parteitages mit den Verbrechen Stalins und dem Personenkult um Stalin ab. Diese löste einen Prozess der Entstalinisierung aus. Bolesław Bierut, der Parteichef der PVAP, erlitt daraufhin einen Herzinfarkt, an dem er am 12. März 1956 starb. Das dadurch entstandene Machtvakuum begünstigte die Entstalinisierung in Polen: Gegen den Willen Chruschtschows einigte sich die zerstrittene Parteiführung der PVAP auf den Kompromisskandidaten Edward Ochab als Nachfolger Bieruts.
Wie wenig gefestigt das politische System war, erwies sich schon im Juni 1956, als Tausende von Arbeitern in der westpolnischen Stadt Posen streikten (Posener Aufstand). Aus dieser Bewegung, die wohl materielle Auslöser hatte, wurde rasch ein politischer Aufstand; diesen ließ die Parteiführung am 28. Juni 1956 blutig niederschlagen. Dabei starben nach offiziellen Angaben 74 Menschen, über 500 wurden verletzt; etwa 700 wurden festgenommen.
Der Streit über das weitere Vorgehen vertiefte den Konflikt im Politbüro. Verschärft wurde die Lage durch die politische Entwicklung in Ungarn, wo sich tiefgreifende Auseinandersetzungen innerhalb der Gesellschaft abzeichneten. Während die stalinistische Fraktion in Polen (nach ihrem Treffpunkt in einem ehemaligen Potocki-Palast auch „Natolin-Gruppe“ genannt) für eine Fortsetzung des politischen Kurses plädierte, sprachen sich die Liberalen (auch „Puławy-Gruppe“ genannt) für eine gesellschaftliche Reformbewegung aus, die die „Diktatur des Proletariats“ allerdings nicht antasten wollte. Letztere setzten sich schließlich durch. Der stalinistische Wirtschaftschef Hilary Minc wurde zum Rücktritt gezwungen; der rehabilitierte ehemalige Generalsekretär Władysław Gomułka kehrte im Triumph an die Macht zurück, obwohl Moskau dem zunächst nicht zustimmen wollte, seine Truppen mobilisierte und die komplette KPdSU-Parteiführung zu einem unangemeldeten Blitzbesuch in Warschau war. Schließlich gab Moskau nach und der bisherige polnische Verteidigungsminister Marschall Konstanty Rokossowski – ein sowjetischer Staatsbürger, über seinen Vater polnischer Herkunft – wurde in seine Heimat zurückgerufen.
Gomułka wurde am 21. Oktober 1956 zum Ersten Sekretär gewählt. Schon in seiner ersten Rede kündigte Gomułka tiefgreifende Reformen an (siehe auch Rede Gomułkas bei der Großkundgebung in Warschau am 24. Oktober 1956). Im kirchlichen und kulturellen Bereich wurde ein größerer Freiraum zugestanden, die Zwangskollektivierung der Landwirtschaft wurde nicht mehr forciert, eine Reorganisation des gesamten Wirtschaftssystems zugesagt (→ Polnischer Oktober).
Nach dem Ungarischen Volksaufstand, der im November 1956 endete, wurden liberale Zeitschriften wieder verboten, der staatliche Religionsunterricht abgeschafft. Gegen Abtrünnige in den eigenen Reihen begann die Parteiführung massiv vorzugehen.
1965 wurden zwei Studenten, Jacek Kuroń und Karol Modzelewski, die „endlich einen echten Kommunismus für Polen forderten“, zu Haftstrafen verurteilt. Der bekannte marxistische Philosoph Leszek Kołakowski wurde 1966 aus der PVAP ausgeschlossen.
Angesichts der Feiern zum Millennium des christlichen Polens im Jahre 1966 steuerte die Auseinandersetzung zwischen Staat und der katholischen Kirche in Polen auf einen neuen Höhepunkt zu, die auch das Deutungsmonopol über die Geschichte Polens zum Thema hatte. Hinzu kamen außenpolitische Verwerfungen, vor allem vor dem Hintergrund der nach 1956 wieder verstärkten anti-westdeutschen Agitation.
Polen, das von Anfang an Mitglied des Warschauer Paktes und des Rates für gegenseitige Wirtschaftshilfe (RGW, Comecon) war, hatte Ende der 1950er Jahre verschiedentlich versucht, seine Eigenständigkeit zu betonen, etwa im Zusammenhang mit einem Plan zur atomaren Abrüstung in Mitteleuropa („Rapacki-Plan“ Oktober 1957). Im Großen und Ganzen passte man sich aber der Moskauer Linie an, um dafür etwas Eigenständigkeit im Inneren bewahren zu können. Die Botschaft der polnischen Bischöfe an ihre deutschen Amtsbrüder zur Versöhnung vom November 1965, der die bekannte Formulierung „wir vergeben und bitten um Vergebung“ enthielt, wurde – obwohl er nicht die gewünschte Resonanz bei den deutschen Bischöfen und den katholischen Verbänden von Heimatvertriebenen fand – als ein Affront gegen die kommunistische Parteiführung und als Angriff auf die Staatsdoktrin der Volksrepublik Polen empfunden, die nach vorsichtigen Versuchen, diplomatische und wirtschaftliche Kontakte mit der Bundesrepublik Deutschland aufzunehmen, mangels positiver Reaktionen im Westen wieder zu ihrer alten Haltung zurückgekehrt war. Auch das Verhältnis zur DDR gestaltete sich in jenen Jahren nicht besonders positiv und war von Ressentiments auf beiden Seiten geprägt – teilweise (aber nicht nur) wegen der mangelhaften Aufarbeitung der Vertreibung der Deutschen nach dem Krieg.
Im kulturellen Bereich waren die ersten Jahre der Gomułka-Herrschaft durchaus von positiven Entwicklungen geprägt. In den Jahren der „kleinen Stabilisierung“ (benannt nach einem Theaterstück von Tadeusz Konwicki) entstand eine Reihe wichtiger Werke in Literatur, Kunst und im Kinobereich, etwa die ersten Filme von Andrzej Wajda, Andrzej Munk und Roman Polański.
In der zweiten Hälfte der 1960er Jahre spitzten sich die innerparteilichen Konflikte in der PVAP zu. Eine Gruppe von kommunistischen Kadern, die sich durch ihren Kampf gegen die deutschen Besatzer im Zweiten Weltkrieg besonders verbunden fühlte, die „Partisanen“, drängte unter ihrem Anführer, Innenminister General Mieczysław Moczar, an die Macht. Moczar baute Geheimdienst und Bürgermiliz aus und schuf sich eine breite Anhängerschaft innerhalb der Bevölkerung, die mit der wirtschaftlichen Entwicklung unzufrieden war. Die offizielle Propaganda gegen Israel wegen des Sechstagekrieges im Jahre 1967 und die Ereignisse im März 1968 nahm Moczar zum Anlass, die erste staatlich tolerierte und geförderte antisemitische Kampagne gegen Juden, die in einem europäischen Land nach 1945 ohne Beispiel war, zu starten, um die kritischen und liberalen Intellektuellen, sowie wirkliche und potenzielle Oppositionelle mundtot zu machen und sich die Macht im polnischen Staat zuzuschanzen. Als Folge davon wurden etwa 20.000 polnische Juden in den Jahren 1968/1969 zum Verlassen Polens, unter Verlust der polnischen Staatsbürgerschaft, getrieben. Zusätzlich griffen Proteste im Zusammenhang mit dem „Prager Frühling“ auf das Land über. Die auf die Absetzung der Aufführung des Theaterstücks Totenfeier von Adam Mickiewicz in Warschau folgenden Studentenproteste wurden gewaltsam niedergeschlagen. In der PVAP setzte eine Säuberungswelle ein, der u. a. Außenminister Adam Rapacki zum Opfer fiel.
Parteichef Gomułka war zunächst weder Willens noch in der Lage, dieser Entwicklung Einhalt zu gebieten. Erst allmählich distanzierte er sich vorsichtig von seinem Innenminister. Gleichzeitig versuchte er, durch außenpolitische Anstrengungen der Krise seiner Herrschaft entgegenzutreten.
Nachdem der gesellschaftliche Dialog zwischen der Bundesrepublik Deutschland und der Volksrepublik Polen schon zu Beginn der 1960er Jahre in Gang gekommen war (Tübinger Memorandum 1961, EKD-Denkschrift 1965 etc.) hatte die Große Koalition Kiesinger/Brandt 1966 den Boden für eine neue Ostpolitik bereitet, die die neue sozialliberale Koalition Brandt/Scheel nach 1969 fortsetzte. Vor diesem Hintergrund erklärte sich Gomułka zu offiziellen Verhandlungen bereit, die in erster Linie die Frage der westlichen Staatsgrenze der Volksrepublik Polen zum Thema haben sollten. Nachdem Bonn mit Moskau zu einer Vertragsvereinbarung bezüglich des deutsch-sowjetischen Verhältnisses gelangt war, kamen Ende 1970 auch die Verhandlungen mit Polen mit dem Vertrag zwischen der Bundesrepublik Deutschland und der Volksrepublik Polen über die Grundlagen der Normalisierung ihrer gegenseitigen Beziehungen zu einem Abschluss.
Der Unterzeichnung des Vertrages in Warschau, der die Oder-Neiße-Grenze aus westdeutscher Rechtsposition bestätigte, wie es die DDR schon im Görlitzer Vertrag von 1950 getan hatte, und einen gegenseitigen Gewaltverzicht und die Bereitschaft zu weiterer politischer Zusammenarbeit beinhaltete, folgte als symbolischer Höhepunkt der legendäre Kniefall Willy Brandts vor dem Ehrenmal für die Opfer des Aufstandes im Warschauer Ghetto am 7. Dezember 1970, der in der Bundesrepublik Deutschland teilweise heftig kritisiert wurde, für Polen aber – obwohl offiziell kaum darüber berichtet wurde – einen entscheidenden Einschnitt in den Nachkriegsbeziehungen darstellte.
Dieser außenpolitische Erfolg konnte die Herrschaft Gomułkas nicht mehr retten. Knapp zwei Wochen nach der Unterzeichnung des deutsch-polnischen Vertrages lösten plötzlich verkündete radikale Preiserhöhungen für Lebensmittel Arbeiterproteste aus. Ausgehend von den großen Werften in Danzig und Stettin brachen in den Industriezentren Unruhen aus, die von Plünderungen und Brandstiftungen begleitet waren. Erst der Einsatz von Militär konnte den Aufruhr stoppen, dem 45 Menschen zum Opfer fielen; über 1000 wurden verletzt. Das Politbüro entschied sich daraufhin dafür, Parteichef Gomułka zum Rücktritt zu zwingen.

## Die Ära Gierek 1970–1980

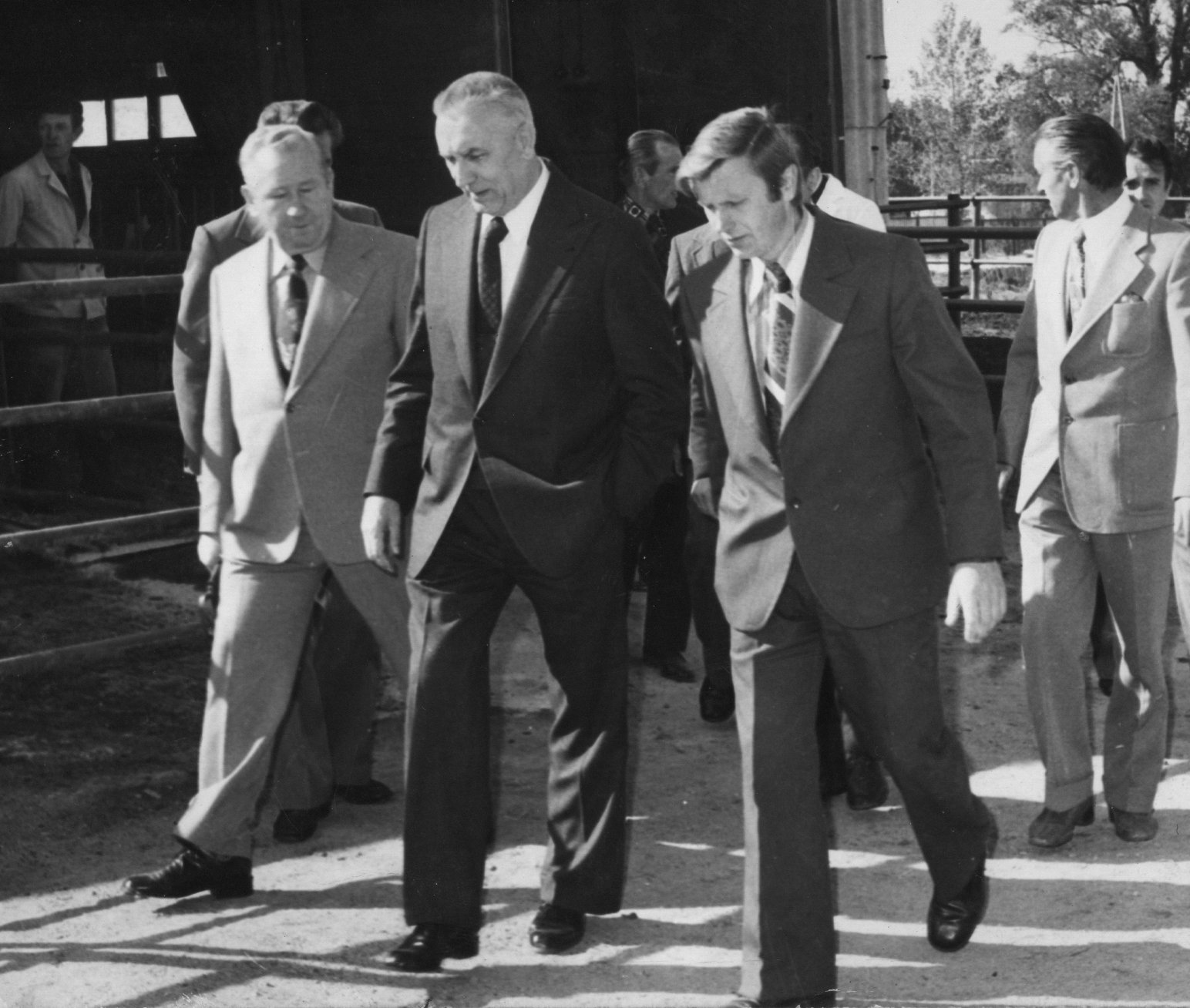
Edward Gierek (Mitte) während des Besuchs eines staatlichen landwirtschaftlichen Betriebes (PGR)

Gomułkas Nachfolger, der oberschlesische Parteifunktionär Edward Gierek, genoss in weiten Teilen der Bevölkerung große Sympathien. Ihm gelang es, viele der alten Kader rasch auszuwechseln. Seine neue Wirtschaftspolitik stand unter dem Schlagwort von der besseren Befriedigung der Konsumbedürfnisse der Bevölkerung. Mit Lohn- und Rentenerhöhungen sollte der allgemeine Lebensstandard angehoben werden. Die eingeleiteten Reformen (größere Unabhängigkeit der Regierung von der kommunistischen Partei, Erweiterung der Arbeitermitbestimmung, Änderung der Verwaltungsstrukturen etc.) bewirkten in der Praxis aber eher noch einen Machtzuwachs der PVAP auf allen Ebenen.
Die Ansätze einer umfassenden Modernisierung der Wirtschaft lagen vor allem im Bereich der Schaffung neuer Strukturen, deren Verfahren und Produktionsstätten im Westen auf Kredit eingekauft wurden. Die Rückzahlung sollte durch den Verkauf der erzeugten neuen Produkte ins Ausland erfolgen. Diese Bemühungen bewirkten in der Tat gerade im psychologischen Bereich positive Veränderungen. Die größere Produktpalette und die steigende Kaufkraft erweckten den Anschein einer Annäherung an die Konsumgesellschaften des Westens, weswegen auch im Rückblick heute viele Polen die Gierek-Zeit besonders positiv in Erinnerung haben. In Wirklichkeit war aber die Zentrale Wirtschaftsplanungskommission nicht in der Lage, die unterschiedlichen Entwicklungen in verschiedenen Wirtschaftszweigen aufeinander abzustimmen.
In der Außenpolitik verbesserte sich das Verhältnis zur Bundesrepublik weiter, u. a. wegen der „Männerfreundschaft“ zwischen Gierek und dem neuen Bundeskanzler Helmut Schmidt. Die Öffnung der Grenze zur DDR schuf jedoch aufgrund der ökonomischen Unterschiede zwischen beiden Ländern eine Reihe von Spannungen.

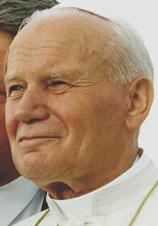
Papst Johannes Paul II.

Die innenpolitischen Repressionen wurden Mitte der 1970er Jahre allmählich wieder verstärkt, was die Unterdrückung von Gegenstimmen zur neuen, sozialistischen Verfassung deutlich zeigte. Als im Juni 1976 die Preise für Grundnahrungsmittel drastisch erhöht wurden, kam es zum Polnischen Volksaufstand mit Ausschreitungen vor allem in den industriellen Zentren Radom, Ursus bei Warschau und Płock. Die Preiserhöhungen wurden daraufhin zwar zurückgenommen, gleichzeitig aber eine große Anzahl von Arbeitern entlassen, verhaftet und sogar zu langen Gefängnisstrafen verurteilt.
Während es bis dahin keine klare Trennungslinien innerhalb der polnischen Gesellschaft gab und die Reformdiskussionen bis weit in die PVAP hinein geführt wurden, entwickelten sich nun erstmals deutlich oppositionelle Gruppierungen in Polen selbst. Führende Intellektuelle gründeten am 23. September 1976 das „Komitee zur Verteidigung der Arbeiter“ (Komitet Obrony Robotników, KOR). Der zunehmende Druck der öffentlichen Meinung verhinderte in der Folgezeit repressive Maßnahmen der Parteiführung. In den nächsten Jahren gründeten sich weitere Bürgerrechtsorganisationen. Gleichzeitig engagierte sich die katholische Kirche unter ihrem Primas Stefan Kardinal Wyszyński zunehmend. Ihre besondere Stellung wurde untermauert durch die mit Begeisterung aufgenommene Wahl des Krakauer Erzbischofs Karol Wojtyła zum Papst am 16. Oktober 1978 und dessen triumphale erste Polenreise ein halbes Jahr danach.
Zu Beginn des neuen Jahrzehnts zeichnete sich angesichts der immer größeren wirtschaftlichen Probleme ab, dass auch die Zeit des einstmals bejubelten Edward Gierek abgelaufen war.

## Von der Solidarność bis zur Wende 1980–1989

### Opposition und Streikbewegung
1977 und 1978 waren in Radom beziehungsweise Katowice Zellen unabhängiger Gewerkschaften gegründet worden. Am 29. April 1978 entstand in Danzig das „Gründungskomitee freier Gewerkschaften für das Küstengebiet“, dessen Teilnehmer zumeist schon 1970 mitgestreikt hatten. Zu ihnen stieß bald der junge Elektriker der „Lenin-Werft“ Lech Wałęsa. In der Untergrundzeitschrift „Robotnik“ (Der Arbeiter) wurde im September 1979 die „Charta der Arbeiterrechte“ veröffentlicht. In ihr wurden die bisherigen Erfahrungen mit Streiks berücksichtigt, Forderungen für die Zukunft aufgestellt und allgemeine Positionen festgelegt.
1979 begann die zweite Ölpreiskrise.
Anfang 1980 hatte sich die gesamtwirtschaftliche Lage dramatisch verschlechtert: die Subventionen für Grundnahrungsmittel verschlangen etwa 40 % der Staatseinnahmen, der Kaufkraftüberhang nahm ständig zu, die im Westen aufgenommenen Schulden konnten nicht mehr bedient werden. Die Regierung wählte wiederum den Weg der Preiserhöhungen und begann mit ihnen ohne öffentliche Bekanntmachung am 1. Juli, dem landesweiten Beginn der Sommerferien. Dennoch brachen in vielen Betrieben umgehend Streiks aus, zunächst im Traktorenwerk Ursus in Warschau, dann in Ostpolen und Mitte August auch in Danzig. Obwohl die Parteiführung nun wieder zum Nachgeben bereit war und die Lohnforderungen bewilligte, konnte sie die Bewegung nicht mehr eindämmen. Als die Belegschaft der Danziger „Lenin-Werft“ am 14. August wie schon 1970 komplett in den Ausstand trat und das Werksgelände besetzt hatte, stellte das neue Streikkomitee erstmals auch politische Forderungen, etwa die Wiedereinstellung der entlassenen Streikführer und die Errichtung eines Denkmals für die Opfer von 1970.
Die Warschauer Regierung erkannte bald die Gefahr, die von der sich ausbreitenden Streikwelle ausging, und kappte alle Verbindungen nach Danzig und Umgebung. Ein Teil der streikenden Werftarbeiter akzeptierte das Kompromissangebot der Werksleitung, andere plädierten für eine Ausdehnung des Arbeitskampfes, die mit der Gründung eines Überbetrieblichen Streikkomitees (MKS) am 16. August auch erfolgte. Der von seinem Vorsitzenden Lech Wałęsa präsentierte Forderungskatalog enthielt unter anderem den Wunsch nach Zulassung freier Gewerkschaften, Meinungsfreiheit und das Streikrecht.
Innerhalb der PVAP setzten sich nun die Reformkräfte durch und Regierungsvertreter akzeptierten in Verhandlungen in Stettin und Danzig am 30. und 31. August die meisten der Forderungen. Am Nachmittag des 31. Augusts wurde das Augustabkommen unterzeichnet, das die Verhandlungsergebnisse politisch festschrieb. Die Gewerkschaftskräfte waren jedoch nicht mehr bereit, ihre Tätigkeit auf den Danziger Raum zu beschränken und beschlossen die Ausdehnung auf das ganze Land. Mit einem Warnstreik erzwang die neue Organisation, die sich den Namen „Solidarność“ (Solidarität) gab, am 3. Oktober ihre gerichtliche Registrierung. In den Wochen darauf setzte ein gewaltiger Ansturm auf sie ein, so dass ihr schon im November etwa 10 Millionen Bürger angehörten, darunter über 1 Million Mitglieder der PVAP.

Logo der unabhängigen Gewerkschaft „Solidarność“

Die innenpolitische Lage schien sich nun allmählich zu entspannen, nachdem Parteichef Gierek schon im September durch den gemäßigten Stanisław Kania ersetzt und die meisten Hardliner aus dem Politbüro entfernt worden waren. Der Vorschlag mehrerer Parteichefs, darunter Erich Honecker, mit den Warschauer-Pakt-Truppen einzumarschieren, scheiterte am Veto Moskaus, das nach den Erfahrungen der Besetzung Afghanistans eine weitere Verschlechterung des weltpolitischen Klimas fürchtete.
Die Sowjetunion (damals unter Leonid Iljitsch Breschnew) steigerte jedoch den Druck auf die PVAP, die „Konterrevolution“ zu bekämpfen und veranstaltete wiederholt Manöver in der Nähe der Grenzen Polens. Im Frühjahr 1981 kam es wiederholt zu gewalttätigen Auseinandersetzungen zwischen Staatsorganen und Gewerkschaftsaktivisten. Aufgrund der sich weiter verschlechterten wirtschaftlichen Lage häuften sich wilde Streiks, der Eindruck von Chaos verbreitete sich angesichts der „Doppelherrschaft“. In dieser entscheidenden Phase waren zudem die bewährten Vermittlungsmöglichkeiten der katholischen Kirche eingeschränkt, weil im Mai sowohl das Attentat auf Papst Johannes Paul II. verübt worden als auch Primas Stefan Wyszyński gestorben war.
Nachdem der erste Landeskongress der Solidarność im September 1981 ein noch stärkeres politisches Engagement beschlossen und eine Botschaft an alle Arbeiter der anderen sozialistischen Staaten gerichtet hatte, entschloss sich die PVAP-Führung endgültig zum Konfrontationskurs.

### Herrschaft Jaruzelskis und das Kriegsrecht
Auf dem 4. ZK-Plenum vom 16. bis 18. Oktober wurde Parteichef Stanisław Kania durch den als Hardliner geltenden Verteidigungsminister General Wojciech Jaruzelski (1923–2014) ersetzt. Die Vorbereitungen für einen entscheidenden Schlag gegen die Opposition waren zu diesem Zeitpunkt bereits abgeschlossen.
Trotz der Bereitschaft der „Solidarność“ zu Kompromissen übernahmen in der Nacht vom 12. auf den 13. Dezember 1981 Militär und Sicherheitsorgane die Macht in Polen. General Jaruzelski verkündete in einer Fernsehansprache die Verhängung des Kriegsrechts. Die Führungsspitze der Gewerkschaft wurde in Danzig verhaftet. Regionalführer, Leiter der Betriebskommissionen und oppositionelle Intellektuelle, insgesamt einige Tausend Personen, wurden in Internierungslager gebracht. Jaruzelski rechtfertigte nach 1990 diesen Schritt mit einer Gefahr des Einmarsches der Roten Armee, ähnlich wie in der VR Ungarn, der Tschechoslowakei oder der DDR.
Die Kommunistische Partei, deren Tätigkeit ebenfalls kurzfristig suspendiert worden war, besaß kein Konzept zur inneren Erneuerung des Landes. Man suchte vielmehr nun Wege der Verständigung mit den gesellschaftlichen Kräften, die nicht zur „Solidarność“ gehörten, vor allem mit der katholischen Kirche. Im wirtschaftlichen Bereich begann man mit zaghaften Reformen, deren Erfolge aber zu wünschen übrig ließen. Sie waren begleitet von internen Machtkämpfen zwischen „Falken“ und „Tauben“ in der PVAP, deren Höhepunkt die Ermordung des oppositionellen Priesters Jerzy Popiełuszko durch Angehörige des Sicherheitsapparates im Oktober 1984 war.
Parallel zur Entwicklung in der Sowjetunion nach dem Machtantritt von Michail Gorbatschow deklarierte seit Mitte der 1980er Jahre die Jaruzelski-Führung eine Politik des Dialogs und der Verständigung, die sich vor allem an die katholische Kirche und politisch nicht engagierte Persönlichkeiten richtete und die politische Opposition ausschloss. Im Rahmen einer Amnestie wurden im Juli 1986 alle politischen Gefangenen freigelassen. Im Dezember 1986 wurde von Jaruzelski ein „Konsultativrat beim Staatsratsvorsitzenden“ (poln. Rada Konsultacyjna przy Przewodniczącym Rady Państwa) einberufen. 1987 wurde das Amt des Bürgerrechtsbeauftragten eingeführt.
Um angesichts der schlechten Versorgungssituation die Unterstützung der Bevölkerung für weitere Wirtschaftsreformen zu gewinnen, führte man im November 1987 die erste Volksabstimmung nach über 40 Jahren durch; sie endete mit einer klaren Niederlage für die Regierung. Zwei Streikwellen im April, Mai und im August 1988 brachten die Reformer zu der Erkenntnis, dass ohne weitere Zugeständnisse die Dauerkrise nicht würde überwunden werden können.

### Agonie und Ende der Volksrepublik
Die „Solidarność“ hatte die ganze Zeit über im Untergrund weiter gewirkt. Es erschienen zahlreiche Zeitschriften und Bücher in Anknüpfung an die sowjetische Samisdat-Tradition im „Zweiten Umlauf“ (drugi obieg). Die systemloyalen Gewerkschaften wurden weitgehend boykottiert.
Die anwachsende Streikbewegung wurde von der PVAP mit Sorge betrachtet, zumal sich herausstellte, dass an ihr vor allem jüngere Arbeiter der Nach-„Solidarność“-Generation beteiligt waren. Die Politik Jaruzelskis, die auf den Prinzipien der Konsultation und Kooptation beruhte, war gescheitert. Unter Vermittlung von führenden Intellektuellen und der katholischen Kirche kam es am 31. August 1988 zu einem ersten Gespräch zwischen Innenminister Czesław Kiszczak und Lech Wałęsa „unter Gleichen“. Die Verhandlungen traten zunächst auf der Stelle, besonders als sich der neue Ministerpräsident Mieczysław Rakowski auf reine Wirtschaftsreformen konzentrieren wollte. Erst nach einer Fernsehdiskussion zwischen Wałęsa und dem Chef der offiziellen Gewerkschaft (OPZZ) Alfred Miodowicz, die nach mehrheitlicher Auffassung der Zuschauer ersterer klar für sich entschied, war der Parteiführung klar, dass ohne eine Beteiligung der „Solidarność“ neue Reformen in der Bevölkerung nicht durchzusetzen sein würden.
Vom 6. Februar bis 5. April 1989 versammelten sich in Warschau Repräsentanten der Partei und der gesellschaftlichen Opposition zu Gesprächen am Runden Tisch. Die eigentliche Arbeit in verschiedenen Verhandlungsgruppen führte zu radikalen Veränderungen in allen Bereichen des öffentlichen Lebens. Im politischen Sektor vereinbarte man die schrittweise Einführung der vollen Volkssouveränität mit dem dazugehörenden Pluralismus. Als Sofortmaßnahme wurde am 17. April die Solidarność wieder zugelassen. Die Anerkennung eines Mehrparteiensystems, des Prinzips freier Wahlen und unabhängiger Gerichte waren weitere wichtige Etappen dieser „Revolution“ (Timothy Garton Ash).
Die ersten nach dem Zweiten Weltkrieg halbwegs freien Parlamentswahlen im Juni 1989 beschleunigten den Systemwandel noch. Die Sitze im Sejm wurden nach dem Schlüssel 65 Prozent für die PVAP und ihre Verbündeten, 35 Prozent für die Opposition vergeben, während die Wahlen zum Senat unbeschränkt waren. Von den 262 vorher festgelegten Kandidaten der „Solidarność“ wurde nur ein einziger nicht gewählt, während die PVAP ihre Kandidaten nur mit Hilfe einer kurzfristigen Änderung des Wahlgesetzes durchbrachte.
Die Wahl General Jaruzelskis zum Staatspräsidenten am 19. Juli erfolgte nur noch mit einer knappen Mehrheit, ein von der PVAP geführtes Kabinett unter General Kiszczak kam gar nicht mehr zustande. Stattdessen gelang es der „Solidarność“ in Zusammenarbeit mit zwei bisherigen Blockparteien am 13. September eine Regierung unter dem katholischen Publizisten Tadeusz Mazowiecki zu bilden. Am 29. Dezember 1989 beschloss das Abgeordnetenhaus eine Verfassungsänderung, die am Folgetag vom Senat bestätigt wurde. Darin wurde die Umbenennung der Volksrepublik Polen in Republik Polen zum 1. Januar 1990 beschlossen sowie die Bezeichnung Polens als „sozialistischer Staat“ zu Gunsten der Bezeichnung „demokratischer Rechtsstaat“. Auch der Führungsanspruch der Kommunistischen Partei wurde gestrichen und das Staatswappen geändert: Der weiße Adler im Wappen bekam wieder die traditionelle gelbe Königskrone.
Diese Ereignisse in Polen trugen maßgeblich zum Fall der Berliner Mauer in Deutschland und zum Niedergang des Staatssozialismus in den Staaten Mittel- und Osteuropas bei.
Zur Geschichte Polens seit 1989 siehe Dritte Polnische Republik